# Sir Samuel
Sir Samuel is een spookdorp in de regio Goldfields-Esperance in West-Australië.

## Geschiedenis
In 1895 werd in de streek goud gevonden. Een jaar later zag het er naar uit dat de plaats een belangrijk mijncentrum zou worden en een dorp werd opgemeten. In 1897 werd Sir Samuel officieel gesticht. De plaats werd naar een nabijgelegen heuvel, Mount Sir Samuel, vernoemd. Lawrence Wells, een landmeter, had de berg in februari 1892 naar Sir Samuel James Way, toenmalig opperrechter en luitenant-gouverneur van Zuid-Australië vernoemd.
In 1898 waren er in Sir Samuel twee hotels, een hoefsmid, een slager, een timmerman en enkele winkels actief. In 1899 werd er een politiekantoor opgericht. Het politiekantoor sloot in november 1910 de deuren. Rond 1908 kende Sir Samuel haar hoogtepunt. Het telde een vierduizendtal inwoners en had drie banken, een school, een vrij grote ertsverwerkingsfabriek, een schietstand en een renbaan.
Van 1946 tot 1951 hield Alan White het 'Sir Samuel Hotel' open. Het post- en telegraafkantoor waren er gevestigd.

## 21e eeuw
Sir Samuel maakt deel uit van het lokale bestuursgebied (LGA) Shire of Leonora waarvan Leonora de hoofdplaats is. De onderneming 'Perenti Global Limited' delft nikkel in de omgeving.

## Ligging
Sir Samuel ligt aan de Goldfields Highway, 904 kilometer ten noordoosten van de West-Australische hoofdstad Perth, 126 kilometer ten zuiden van Wiluna en 35 kilometer ten noorden van Leonora.

## Klimaat
De streek kent een warm woestijnklimaat, BWh volgens de klimaatclassificatie van Köppen.